# Grémio Literário de Lisboa
O Grémio Literário de Lisboa MHSE • MHIH é uma instituição portuguesa de utilidade pública, cujo objectivo é o de promover o convívio e a actividade intelectual através de cursos, conferências, reuniões, correspondência internacional, recitais, entre outras.
Foi fundado por carta régia de D. Maria II de Portugal e D. Fernando II de Portugal, em 18 de abril de 1846, onde se refere:
[…] Considerando eu, que o fim d’esta associação é a cultura das lettras, e que pela ilustração intellectual póde ella concorrer para o aperfeiçoamento moral […]
O edifício onde se encontra atualmente sediado o Grémio, o Palacete Loures, assim como o jardim e o património integrado, está proposto para ser classificado como Monumento de Interesse Público.

## Fundação
Na fundação do Grémio Literário estiveram as duas principais figuras do Romantismo nacional, o historiador Alexandre Herculano (sócio nº 1) e o poeta e dramaturgo Almeida Garrett, juntamente com o romancista Rebelo da Silva, o dramaturgo Mendes Leal, e grandes personalidades da vida politica do liberalismo, como Rodrigo da Fonseca (redactor dos estatutos), Fontes Pereira de Melo, Rodrigues Sampaio, Sá da Bandeira, Anselmo Braamcamp, o futuro Duque de Loulé, entre outras personalidades da vida política, académica e social do Portugal de meados do século XIX.

## Sede
Nos primeiros anos da sua existência o Grémio passou por várias sedes, sempre na zona do Chiado, entre as quais o Palácio Farrobo. Finalmente, em 1875, instalou-se no palacete do visconde de Loures, na rua então de S. Francisco (hoje rua Ivens). É um edifício exemplar da arquitectura romântica de Lisboa, preservado ao longo dos tempos, com varanda aberta sobre o Tejo e o Castelo de S. Jorge e o seu jardim de 1844, único nesta área histórica da cidade.

## Actividade

### Atividade no século XIX
Nas primeiras décadas da sua existência, o Grémio manteve uma intensa atividade intelectual e mundana, marcada por conferências e cursos abrangendo diferentes áreas do conhecimento, ministradas por especialistas de renome na época. Sucessivas gerações de sócios passaram pelas suas salas, biblioteca e pela famosa sala de leitura de jornais.
São frequentes, na literatura oitocentista portuguesa, menções ao Grémio Literário, nomeadamente em obras de autores como Teixeira de Queiroz, Abel Botelho, Ramalho Ortigão, Júlio de Castilho e Gustavo de Matos Sequeira. Mas é sobretudo Eça de Queiroz que, no seu romance Os Maias, localiza várias cenas no palacete do Grémio, o qual, nessa obra-prima da literatura portuguesa, é vizinho do prédio onde habita a personagem Maria Eduarda.

### Actividade no século XX
Foi nas salas do Grémio que se realizou, em 1912 a primeira exposição modernista em Portugal. Esse certame permitiu que, pela primeira vez, se pudesse apreciar obras de Almada Negreiros.
A I República conduziu a uma evolução social que fez abrandar a actividade do Grémio Literário até à década de cinquenta. Nos anos 60 o seu papel cultural e social foi recuperado, graças a uma série de iniciativas levadas a cabo pela direcção de Salles Lane. Em 1962 iniciou um período de ressurgimento cultural, promovendo a criação de um prémio literário, que foi atribuído pela primeira vez em 1969. O Prémio Grémio Literário destina-se a "distinguir anualmente obras culturais originais, de autores portugueses realizadas, publicadas em 1.ª edição ou produzidas no decurso do ano civil anterior, nos domínios das letras, das artes e das ciências".
No âmbito social, o Grémio criou algumas secções desportivas, nomeadamente nas modalidades de esgrima e xadrez.
A 24 de Janeiro de 1996, foi agraciado com o grau de Membro-Honorário da Ordem Militar de Sant'Iago da Espada. A 17 de abril de 2021, foi agraciado com o grau de Membro-Honorário da Ordem do Infante D. Henrique.